# 퀵 (음식점)

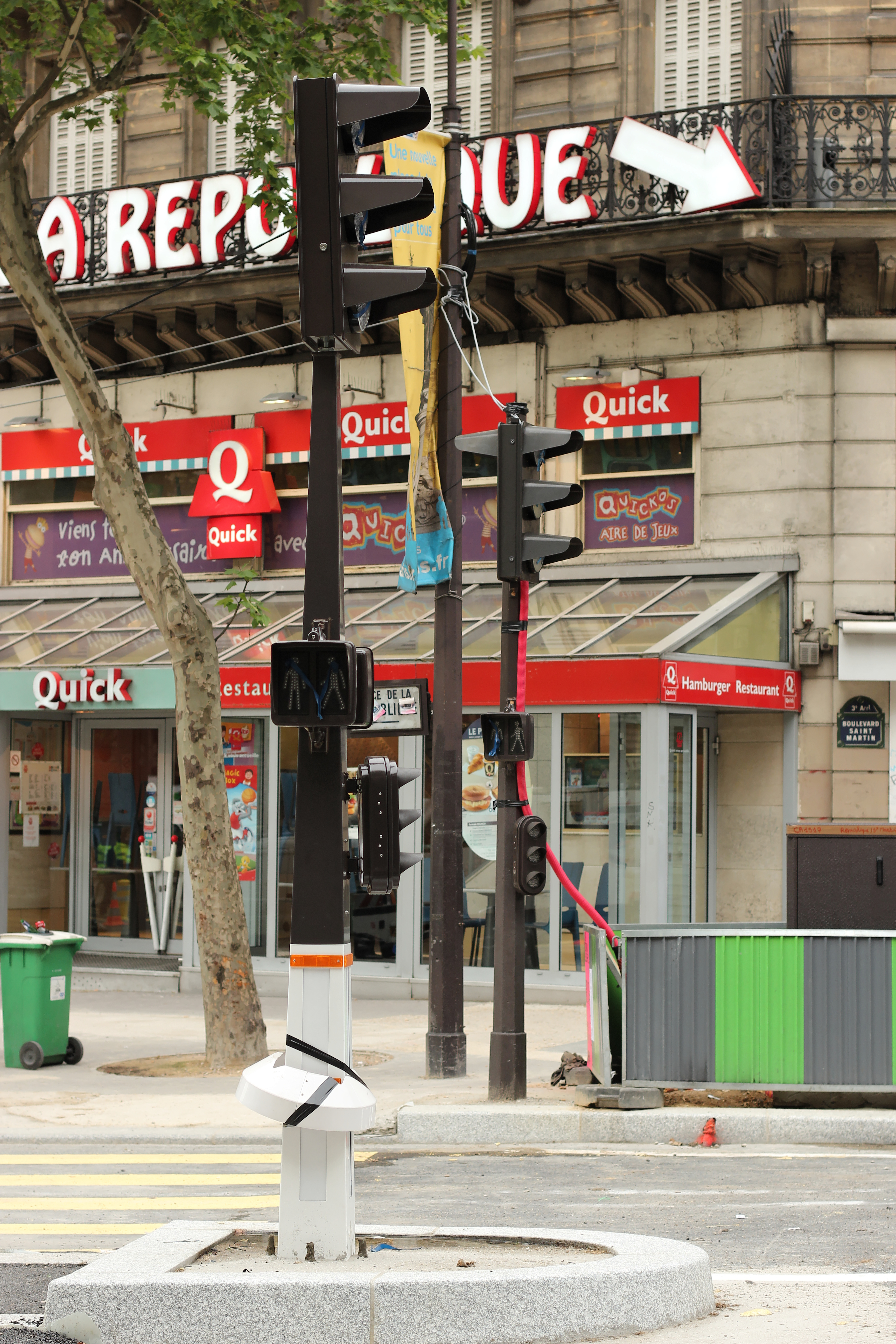
프랑스 파리에 있는 퀵 점포

퀵(Quick)은 벨기에에서 시작하여 현재는 프랑스 센생드니주의 보비니에 본사가 있는 햄버거 전문 패스트 푸드 체인점이다. 1971년에 처음으로 문을 열었으며, 현재 400여개의 매장을 운영하고 있다.